# Ituni
Ituni är en ort i regionen Upper Demerara-Berbice i centrala Guyana. Orten hade 676 invånare vid folkräkningen 2012. Den är belägen cirka 53 kilometer söder om Linden.